# Де Винтон, Уильям Эдвард
Уильям Эдвард де Винтон (англ. William Edward de Winton; 6 сентября 1857 — 30 августа 1922) — британский зоолог.

## Биография
Он много путешествовал и выявил ряд ранее не описанных видов семейства хомяковых. Его фотоальбом по Восточной Африке конца 1890-х годов хранится в Лондонском музее естественной истории.
Похоронен во дворе церкви Святого Филиппа в Баруоше, Восточный Суссекс, Англия.

## Описанные им таксоны
- Paracynictis selousi, Arctocebus aureus, Chimarrogale styani, Chodsigoa hypsibia, Crocidura whitakeri, Funisciurus substriatus, Gerbillus andersoni, Gerbillus watersi, Graphiurus angolensis, Xenogale naso, Lepus corsicanus, Neotragus batesi, Rhipidomys macconnelli, Scotoecus hirundo, Tscherskia triton